# (27346) 2000 DN8
(27346) 2000 DN8 est un astéroïde Amor de 1,802 km de diamètre découvert en 2000.

## Description
(27346) 2000 DN8 a été découvert le 27 février 2000 à l'observatoire Magdalena Ridge, situé dans le comté de Socorro, au Nouveau-Mexique (États-Unis), par le projet Lincoln Near-Earth Asteroid Research (LINEAR).

### Caractéristiques orbitales
L'orbite de cet astéroïde est caractérisée par un demi-grand axe de 1,88 UA, un périhélie de 1,13 UA, une excentricité de 0,40 et une inclinaison de 36,94° par rapport à l'écliptique. Du fait de ces caractéristiques, à savoir un périhélie compris entre 1,017 et 1,3 UA, il est classé comme astéroïde Amor, une famille d'astéroïdes géocroiseurs, s'approchant de l'orbite de la Terre.

### Caractéristiques physiques
(27346) 2000 DN8 a une magnitude absolue (H) de 15,9 et un albédo estimé à 0,256, ce qui permet de calculer un diamètre de 1,802 km. Ces résultats ont été obtenus grâce aux observations du Wide-field Infrared Survey Explorer (WISE), un télescope spatial américain mis en orbite en 2009 et observant l'ensemble du ciel dans l'infrarouge, et publiés en 2015 dans un article présentant les résultats concernant 7 956 astéroïdes.